# El final de la cuenta atrás
El final de la cuenta atrás (título original en inglés: The Final Countdown) es una película estadounidense de 1980 del género de ciencia ficción. Fue dirigida por Don Taylor, y contó con la actuación de Kirk Douglas, Martin Sheen, James Farentino y Katharine Ross.  
En el año 2004, la película fue redistribuida en España por Manga Films.

## Argumento
En 1980 el portaaviones USS Nimitz de la Estación Naval de Pearl Harbor realiza ejercicios navales en la mitad del Océano Pacífico. El barco recibe a un observador civil, Warren Lasky (Martin Sheen), un analista de sistemas de Tideman Industries que trabaja como experto en eficiencia para el Departamento de Defensa de los Estados Unidos que diseñó y construyó el buque de guerra de propulsión nuclear.
Una vez en el mar, el "Nimitz" se encuentra con un misterioso vórtice parecido a una tormenta cargada eléctricamente. Mientras el barco lo atraviesa, el radar y otros equipos dejan de responder y todos a bordo caen en agonía. Inicialmente inseguros de lo que les sucedió y habiendo perdido el contacto por radio con la U.S. Comando de la Flota del Pacífico en Pearl Harbor, el capitán Yelland (Kirk Douglas), comandante del portaaviones, teme que haya habido un ataque nuclear en Hawái o en los Estados Unidos continentales. Ordena zafarrancho y lanza un avión de reconocimiento RF-8 Crusader, que regresa después de fotografiar Pearl Harbor, pero las imágenes muestran una fila intacta de acorazados de la flota del Pacífico de los Estados Unidos, varios de los cuales fueron destruidos durante el ataque a Pearl Harbor por el Imperio de Japón el 7 de diciembre de 1941.
Cuando se detecta un contacto de superficie en el radar, Yelland lanza dos aviones de combate Grumman F-14 Tomcat de alerta lista desde VF-84 para interceptarlos. La patrulla es testigo de cómo dos cazas Mitsubishi A6M "Zero" de la Armada Imperial Japonesa ametrallan y destruyen un yate civil de madera y asesinan a tres miembros de la tripulación. Se ordena a los F-14 que ahuyenten a los Zero sin disparar, pero cuando los Zero se dirigen sin darse cuenta hacia el "Nimitz", Yelland da autorización para derribarlos. El Nimitz rescata a sobrevivientes del yate: el Senador de los Estados Unidos Samuel Chapman (Charles Durning), su ayudante Laurel Scott (Katharine Ross), su perro Charlie y uno de los dos pilotos derribados del Zero (Soon-Tek Oh). El comandante Owens (James Farentino), un historiador aficionado, reconoce a Chapman como un político que habría sido el compañero de fórmula de Franklin D. Roosevelt (y su posible sucesor) durante las elecciones, si Chapman no hubiera desaparecido poco antes del ataque a Pearl Harbor.
Cuando una nave de exploración Grumman E-2 Hawkeye descubre la fuerza de tarea de la flota japonesa más al norte en aguas no patrulladas, lista para lanzar su ataque a Pearl Harbor, la tripulación del Nimitz se da cuenta de que han sido transportados en el tiempo al día anterior al ataque. Yelland tiene que decidir si destruir la flota japonesa y alterar el curso de la historia o quedarse al margen y permitir que la historia continúe tal como la conocen. Los civiles estadounidenses y el piloto de Zero se mantienen aislados, pero mientras lo interrogan, el piloto japonés obtiene por la fuerza un rifle M-16 de uno de los guardias, mata a dos de los otros guardias de la Marina de los Estados Unidos y se lleva a Scott, Owens y Lasky como rehenes. Amenaza con matarlos a menos que tenga acceso a una radio para advertir a la flota japonesa sobre el Nimitz. Lasky le dice al comandante Owens que recite y describa los planes secretos para el ataque japonés; el piloto japonés estupefacto es superado y asesinado a tiros por el otro destacamento a bordo del Cuerpo de Marines de los Estados Unidos en Nimitz. Posteriormente, Scott y Owens desarrollan una atracción el uno por el otro.
Chapman está indignado porque Yelland sabe del inminente ataque japonés pero no se lo ha dicho a nadie más, y exige que lo lleven a Pearl Harbor para advertir a las autoridades navales. En cambio, Yelland le ordena a Owens que lleve a los civiles y suficientes suministros en helicóptero a una isla hawaiana aislada, suponiendo que en algún momento sean rescatados. Cuando llegan, Chapman se da cuenta de que lo han engañado y usa una pistola de bengalas para obligar al piloto a volar a Pearl Harbor. Durante una pelea con otro miembro de la tripulación, la pistola de bengalas se dispara, destruyendo la nave y dejando varados a Scott y Owens en la isla. El Nimitz lanza una fuerza de ataque masiva contra la flota japonesa entrante, pero justo después de eso, regresa la tormenta del vórtice del tiempo. Después de un intento inútil de escapar de la tormenta, Yelland recuerda la fuerza de ataque, y el barco y su avión regresan a salvo a 1980, dejando el pasado relativamente sin cambios. Tras el regreso del Nimitz a Pearl Harbor, los almirantes de la Flota del Pacífico abordan el barco para investigar la inexplicable desaparición del Nimitz.
Lasky abandona el barco con el perro de Scott, Charlie, y se encuentra cara a cara con el misterioso señor Tideman. Resulta que Tideman es Owens mucho mayor. Él y su esposa, Laurel Scott, invitan a Lasky a unirse a ellos porque tienen "mucho de qué hablar".

## Reparto
- Kirk Douglas - Capitán Matthew Eland
- Martin Sheen - Warren Lasky
- Katharine Ross — Laurel Scott
- James Farentino como comandante de ala Richard T. Owens / Richard Tydeman
- Ron O'Neill - Comandante Dan Thurman
- Charles Durning - Senador Samuel Chapman
- Víctor Mohica — Nube negra
- James Coleman Teniente Perry
- Soon-Tek Oh — Simura
- Joe Lowry - Comandante Damon
- Alvin Ing como el teniente Kajima
- Mark Thomas como cabo de la Marina Cullman
- Harold Bergman - Asistente Bellman
- Dan Fitzgerald - Médico
- Lloyd Kaufman - Teniente comandante Kaufman

## Localizaciones
Todas en Estados Unidos. A pesar de estar ambientada en el Pacífico, la mayoría del rodaje se realizó cerca de Florida, en la zona de Los Cayos, en el Atlántico. Principalmente se rodó en estos lugares:
- Cayo Hueso (Florida): escenas de acción.
- Portaaviones USS Nimitz, océano Atlántico.
- Norfolk (Virginia). Las escenas finales en puerto se rodaron en la base de Norfolk.
- Pearl Harbor (Hawái).

## Localización
El portaaviones protagonista de la película fue el USS Nimitz (CVN-68), uno de los barcos de guerra más grandes que existen. Recibe su nombre del almirante Chester Nimitz, responsable del comando del Pacífico de Estados Unidos durante la Segunda Guerra Mundial, el último almirante de cinco estrellas de la marina estadounidense. El rodaje tuvo que cancelarse poco antes de su finalización ya que el Nimitz fue consignado a una misión de rescate de rehenes en la embajada Iraní en 1980, las escenas en las que pasan por Pearl Harbor se rodaron con otro portaaviones el USS Kitty Hawk (CV-63)

### Barcos que aparecen en la producción
- Portaaviones USS Nimitz (CVN-68)
- Crucero de misiles de propulsión nuclear de clase California, USS California (CGN-36)
- Crucero de misiles clase Belknap, CG-34 Biddle
- Fragata clase Knox

### Aviones que aparecen en la producción
Aviones embarcados

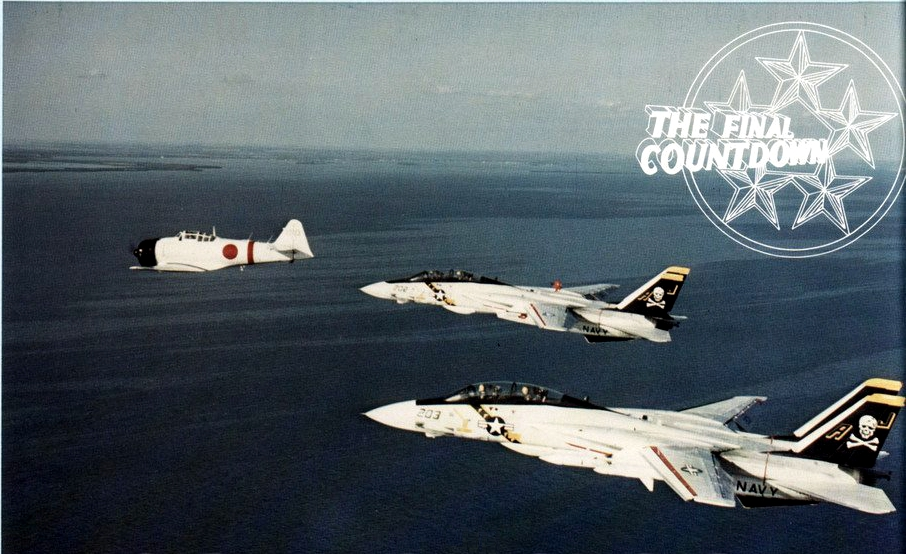
Tomcats del escuadrón VF-84 junto a un T-6 convertido para parecer un Zero

- Grumman F-14 Tomcat de los escuadrones VF-41 y VF-84
- Grumman E-2 Hawkeye del VAW-112
- Grumman A-6E Intruder en su variante KA-6D del VA-35 reabasteciendo en vuelo a los F14
- Grumman EA-6B Prowler del VAQ-134
- LTV A-7E Corsair II de los VA-82 y VA-86
- Vought RF-8G Crusader del VFP-63 (avión de reconocimiento fotográfico)
- Lockheed S-3 Viking del VS-24

Aviones que aparecen brevemente
- McDonnell Douglas F-4 Phantom II[4]
- North American RA-5C Vigilante del escuadrón RVAH-3.[5]
- Douglas EA-3B Skywarrior[6]

Helicópteros
- Sikorsky SH-3 Sea King del HS-9

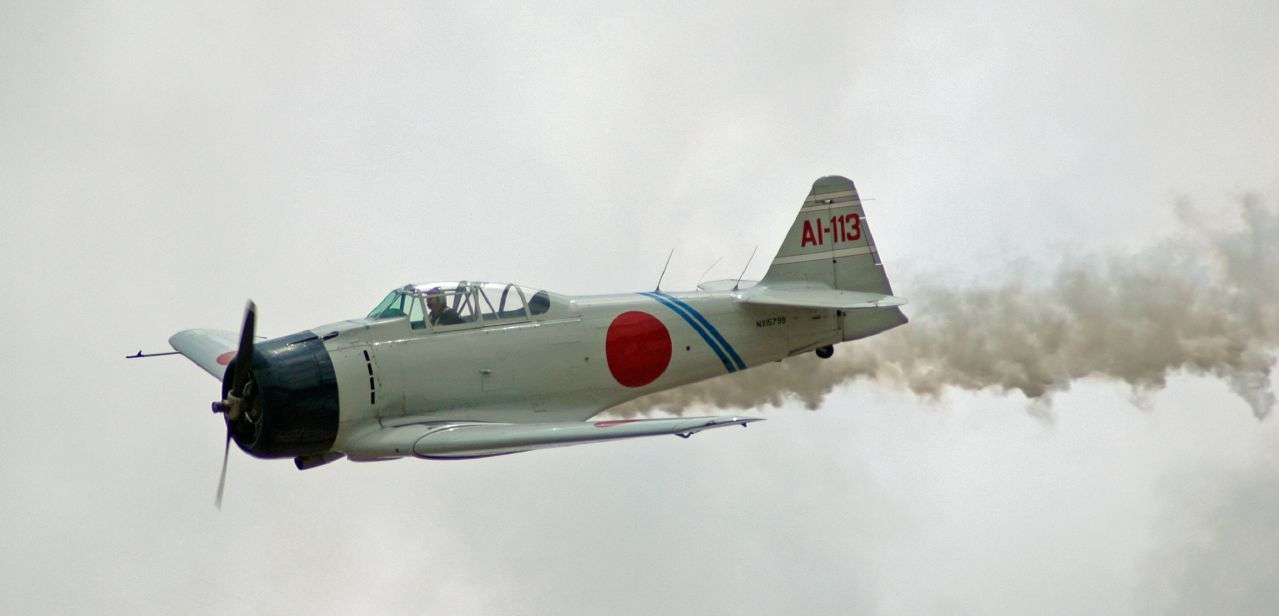
T6 Texan con colores de la armada imperial japonesa disparando

Aviones de la armada japonesa
- North American T-6 Texan modificados para parecerse a un Mitsubishi A6M Zero.[7] Las escenas en que aparecen junto a los F14 los Texan volaban a su máxima velocidad (335Km/h), mientras los Tomcat con las alas extendidas viajaban a velocidad de pérdida.

Aviones de la armada japonesa que aparecen brevemente
- North American T-6 Texan modificado para parecerse a un Nakajima B5N Kate
- Vultee BT-13 Valiant modificado para parecerse a un Aichi D3A Val

## Curiosidades
- En el momento del rodaje las mujeres no podían pernoctar en los portaaviones, por lo que la actriz Catherine Ross era llevada a tierra todas las noches.
- Peter Douglas, tercer hijo de Kirk Douglas y productor de esta obra, aparece como marinero en la sala de operaciones. Al escuchar las noticias de radio de que Alemania, la Unión Soviética, los Estados Unidos y Gran Bretaña están en guerra, el capitán (su padre biológico Kirk) lo insta a abandonar la sala de operaciones.
- El actor que hace de piloto japonés realmente es coreano, aunque en 1941 esto sería posible ya que Corea estuvo invadida por el Imperio del Japón entre 1910 y 1945.